# Khalil Rountree, Jr.
Khalil Rountree, Jr., né le 6 février 1990 à Los Angeles en Californie, est un pratiquant américain d'arts martiaux mixtes (MMA). Il combat actuellement dans la division des poids mi-lourds de l'Ultimate Fighting Championship.

## Biographie

### Jeunesse
Khalil Ibn Rountree, Jr. naît le 6 février 1990 à Los Angeles. Son père, Roderick Rountree, responsable de tournée des Boyz II Men, meurt, tué par armes à feu en 1992.
Il s'initie au MMA, et se prend de passion pour le sport, par le biais de son frère aîné, Donavon Frelow, alors qu'il pesait près de 300 livres (136 kilogrammes) et souhaitait maigrir.

### Carrière dans les arts martiaux mixtes

#### Débuts au sein de la Resurrection Fighting Alliance (2014-2015)
Après un parcours de 6 victoires pour 6 combats en tant qu'amateur, Khalil Rountree, Jr. fait ses débuts professionnels au sein de la Resurrection Fighting Alliance (RFA) en 2014. Il dispute et remporte son premier combat professionnel contre Livingston Lukow, bat Blake Troop par KO après 39 secondes de combat, défait Cameron Olson via décision unanime, et vainc Justin Polendey par KO au 1er round.

#### Parcours au sein de l'Ultimate Fighting Championship (2016-)
Khalil Rountree, Jr. est appelé à participer à la 23e édition de The Ultimate Fighter, opposant Joanna Jedrzejczyk à Cláudia Gadelha. Membre de l'équipe Joanna, Rountree vainc Muhammed DeReese par KO, mais se fait soumettre par Cory Hendricks en huitième de finale. Cependant, après une blessure d'Hendricks à la nuque, Rountree réintègre le tournoi et bat Josh Stansbury (en) par KO lors des demi-finales, avant de s'incliner contre Andrew Sanchez (en) par décision unanime lors de la finale.
Le 27 novembre 2016, 3 mois après la finale de The Ultimate Fighter, Rountree perd face à l'Australien Tyson Pedro (en) via soumission par étranglement arrière, au 1er round.
Il rebondit le 4 février 2017 en vainquant Daniel Jolly au 1er round, par KO d'un coup de genou à la tête.
Le 16 juillet suivant, il s'impose contre l'Écossais Paul Craig (en) via KO technique en l'envoyant au tapis avec un crochet du poing gauche avant de lui asséner une série de coups de poing marteau dans les dernières secondes du 1er round.
Le 30 décembre de la même, le natif de Los Angeles fait face au Polonais Michał Oleksiejczuk (en), après que Gökhan Saki (en), l'adversaire initial de Rountree, se soit retiré du combat pour cause de blessure. Il perd le combat par décision unanime, mais le résultat du combat est toutefois changé en « no contest » quelques mois plus tard à la suite du contrôle positif d'Oleksiejczuk au clomifène.
Un combat contre Gökhan Saki est replanifié pour le 7 juillet 2018 ; combat qui voit Rountree s'imposer par KO technique au 1er round et décrocher son premier bonus de Performance de la soirée,.
Le 17 novembre 2018, il est défait par Johnny Walker (en) par KO au 1er round, d'un coup de coude à la tête.
Le 13 avril 2019, lors de l'UFC 236, il vainc Eryk Anders (en) via décision unanime. Au terme de l'affrontement, Rountree établit un record du plus grand nombre de knock-downs infligés dans un combat en catégorie poids mi-lourds avec 4.
Le 28 septembre suivant, il s'incline face au Moldave Ion Cuțelaba (en) via KO technique au 1er round.
Le 24 janvier 2021, lors de l'UFC 257, il est défait par Marcin Prachnio (en) via décision unanime.
Le 4 septembre suivant, il vainc Modestas Bukauskas (en) par KO d'un coup de pied oblique au 2e round. Technique controversée, sa victoire relance le débat sur la dangerosité du coup de pied oblique et son éventuel bannissement,,.
Le 12 mars 2022, il s'impose contre Karl Roberson (en) via KO technique au 2e round.
Sept mois plus tard, le 29 octobre, il vainc Dustin Jacoby via décision partagée.
Le 10 juin 2023, il bat Chris Daukaus via KO technique au 1er round.
Le 2 décembre suivant, il décroche une 5e victoire d'affilée en vainquant Anthony Smith (en) via KO technique au 3e round.
Prévu pour affronter l'ancien champion des poids mi-lourds de la fédération Jamahal Hill le 29 juin 2024, Rountree doit se retirer de l'affiche après avoir été contrôlé positif à l'androstérone et est suspendu 2 mois par la Combat Sports Anti-Doping (CSAD), agence de lutte contre le dopage dans les sports de combat.
Le 16 août 2024, malgré sa suspension, il est annoncé que Khalil Rountree, Jr. affrontera Alex Pereira pour le titre des poids mi-lourds de la fédération lors de l'UFC 307, le 5 octobre 2024 à Salt Lake City.
Le 5 octobre 2024, lors de l'UFC 307 à Salt Lake City, Khalil Rountree Jr. affronte Alex Pereira pour le titre des poids mi-lourds de la fédération. Au cours des premiers rounds, Rountree réussit à infliger un knockdown à Pereira, mais ce dernier reprend progressivement le contrôle du combat. Rountree est parvenu à tenir tête au champion pendant une grande partie de l'affrontement, mais a fini par être défait au 4e round après une série de coups.

## Palmarès en arts martiaux mixtes
| 21 combats     | 14 victoires | 6 défaites |
| Par KO         | 9            | 3          |
| Par soumission | 0            | 1          |
| Sur décision   | 5            | 2          |
| Sans décision  | 1            | 1          |

| Résultat      | Record   | Adversaire          | Méthode                                        | Événement                                                 | Date              | Round | Temps | Lieu                                   | Notes |
| ------------- | -------- | ------------------- | ---------------------------------------------- | --------------------------------------------------------- | ----------------- | ----- | ----- | -------------------------------------- | --- |
| Victoire      | 14–6 (1) | Jamahal Hill        | Décision (unanime)                             | UFC sur ABC : Hill contre Rountree Jr.                    | 21 juin 2025      | 5     | 5:00  | Bakou, Azerbaïdjan                     | |
| Défaite       | 13-6 (1) | Alex Pereira        | TKO (coups de poing)                           | UFC 307: Pereira vs. Rountree Jr.                         | 5 octobre 2024    | 4     | 4:32  | Salt Lake City, Utah, États-Unis       | Pour le titre des poids mi-lourds de l’UFC. Combat de la soirée.                                                                |
| Victoire      | 13–5 (1) | Anthony Smith       | TKO (coup de poing)                            | UFC Fight Night: Song vs. Gutiérrez                       | 9 décembre 2023   | 3     | 0:56  | Las Vegas, Nevada, États-Unis          | Performance de la soirée. |
| Victoire      | 12–5 (1) | Chris Daukaus       | TKO (coups de poing)                           | UFC on ESPN: Luque vs. dos Anjos                          | 12 août 2023      | 1     | 2:40  | Las Vegas, Nevada, États-Unis          | Performance de la soirée. |
| Victoire      | 11–5 (1) | Dustin Jacoby       | Decision partagée                              | UFC Fight Night: Kattar vs. Allen                         | 29 octobre 2022   | 3     | 5:00  | Las Vegas, Nevada, États-Unis          | |
| Victoire      | 10–5 (1) | Karl Roberson       | TKO (coup de pied au ventre et coups de poing) | UFC Fight Night: Santos vs. Ankalaev                      | 12 mars 2022      | 2     | 0:25  | Las Vegas, Nevada, États-Unis          | Performance de la soirée. |
| Victoire      | 9–5 (1)  | Modestas Bukauskas  | KO (coup de pied oblique)                      | UFC Fight Night: Brunson vs. Till                         | 4 septembre 2021  | 2     | 2:30  | Las Vegas, Nevada, États-Unis          | |
| Défaite       | 8–5 (1)  | Marcin Prachnio     | Décision unanime                               | UFC 257: Poirier vs. McGregor II                          | 24 janvier 2021   | 3     | 5:00  | Abou Dabi, Émirats arabes unis         | |
| Défaite       | 8–4 (1)  | Ion Cuțelaba        | TKO (coups de poing et coups de coude)         | UFC Fight Night: Hermansson vs. Cannonier                 | 28 septembre 2019 | 1     | 2:35  | Copenhague, Danemark                   | |
| Victoire      | 8–3 (1)  | Eryk Anders         | Décision unanime                               | UFC 236: Holloway vs. Poirier II                          | 13 avril 2019     | 3     | 5:00  | Atlanta, Géorgie, États-Unis           | |
| Défaite       | 7–3 (1)  | Johnny Walker       | KO (coup de coude)                             | UFC Fight Night: Magny vs. Ponzinibbio                    | 17 novembre 2018  | 1     | 1:57  | Buenos Aires, Argentine                | |
| Victoire      | 7–2 (1)  | Gökhan Saki         | TKO (coups de poing)                           | UFC 226: Miocic vs. Cormier                               | 7 juillet 2018    | 1     | 1:36  | Las Vegas, Nevada, États-Unis          | Performance de la soirée. |
| Sans résultat | 6–2 (1)  | Michał Oleksiejczuk | NC                                             | UFC 219: Cyborg vs. Holm                                  | 30 décembre 2017  | 3     | 5:00  | Las Vegas, Nevada, États-Unis          | Initialement une victoire de Michał Oleksiejczuk ; changé en « Sans résultat » à la suite de son contrôle positif au clomifène. |
| Victoire      | 6–2      | Paul Craig          | TKO (coups de poing)                           | UFC Fight Night: Nelson vs. Ponzinibbio                   | 16 juillet 2017   | 1     | 4:56  | Glasgow, Écosse, Royaume-Uni           | |
| Victoire      | 5–2      | Daniel Jolly        | KO (coup de genou)                             | UFC Fight Night: Bermudez vs. The Korean Zombie           | 4 février 2017    | 1     | 0:52  | Houston, Texas, États-Unis             | |
| Défaite       | 4–2      | Tyson Pedro         | Soumission (étranglement arrière)              | UFC Fight Night: Whittaker vs. Brunson                    | 27 novembre 2016  | 1     | 4:07  | Melbourne, Victoria, Australie         | |
| Défaite       | 4–1      | Andrew Sanchez      | Décision unanime                               | The Ultimate Fighter: Team Joanna vs. Team Cláudia Finale | 8 juillet 2016    | 3     | 5:00  | Las Vegas, Nevada, États-Unis          | Finale de la 23e saison de The Ultimate Fighter.                                                                                |
| Victoire      | 4–0      | Justin Polendey     | KO (coup de poing)                             | RFA 33: Townsend vs. Chavez                               | 11 décembre 2015  | 1     | 1:42  | Costa Mesa, Californie, États-Unis     | Combat en poids moyens. |
| Victoire      | 3–0      | Cameron Olson       | Décision unanime                               | RFA 25: Lawrence vs. Toomer                               | 10 avril 2015     | 3     | 5:00  | Sioux Falls, Dakota du Sud, États-Unis | |
| Victoire      | 2–0      | Blake Troop         | KO (coup de poing)                             | RFA 21: Juusola vs. Baghdad                               | 5 décembre 2014   | 1     | 0:39  | Costa Mesa, Californie, États-Unis     | |
| Victoire      | 1–0      | Livingston Lukow    | Décision unanime                               | RFA 15: Casey vs. Sanchez                                 | 6 juin 2014       | 3     | 5:00  | Culver City, Californie, États-Unis    | |